# Jan en zijn vrouw
Jan en zijn vrouw is een sprookje uit Utrecht.

## Het verhaal
Jan gaat weg en zijn vrouw moet drie koeien verkopen, maar moet er honderd gulden per stuk voor vragen. Als de koeienkoper Driebuik langskomt, biedt ze hem boerenjongens aan. De man wil echter pure brandewijn en begint te zingen over klare jenever en wordt dronken. De vrouw laat hem de koeien zien en als Driebuik doorkrijgt dat Jan niet aanwezig is, neemt hij de koeien mee. De vrouw wil echter eerst geld, maar dit heeft Driebuik niet. Hij laat één koe als onderpand achter en belooft de volgende dag het geld te brengen. Jan hoort 's avonds het verhaal en wordt erg kwaad en begint te schelden. Zijn vrouw begint te huilen en Jan gaat de wereld in om te kijken of er mensen zijn die dommer zijn dan zij. Als hij niemand vindt, zal hij zijn vrouw verdrinken.
Jan komt in een grote kerk en luistert naar de dominee, die psalm 119 wil laten zingen. Jan roept dat dit veel te lang gaat duren, waarna hij uit de kerk wordt gezet. Hij wordt in een zak gebonden, maar voordat hij wordt verdronken gaan de mensen terug naar de kerk om de preek te horen. Jan zit in de zak en roept dat hij schout gemaakt zou worden, maar hij kan niet lezen of schrijven. Een voorbijganger wil wel schout worden en ruilt zijn schapen met Jan, hij neemt de plek van Jan in in de zak. Jan verkoopt de schapen voor veel geld en komt langs een groot huis. Hij vertelt de dame dat hij uit de hemel is gevallen, waarna de vrouw vraagt of hij haar gestorven man gezien heeft.
Jan vertelt dat haar man erg arm is in de hemel en de vrouw zoekt wat geld bijeen. Jan belooft dit aan haar man te geven in de hemel, maar de broer van de vrouw hoort het verhaal. Hij gaat de oplichter achterna en vraagt Jan of hij iemand heeft gezien die uit de hemel is afgedaald. Jan vertelt dat hij die persoon heeft gezien en wijst de weg, waarna de man vraagt of Jan die man voor hem achterna wil gaan. Jan krijgt het paard van de man en gaat naar huis. Kees en Mijntje begroeten hun vader en vertellen dat moeder op zolder leert zwemmen. Jan gaat naar haar toe en vertelt dat hij mensen heeft ontmoet die nog dommer zijn dan zij, dus hij zal haar niet verdrinken.

## Achtergronden
- Het sprookje kwam in een groot gebied voor, zie ook De verstandige lieden (KHM104).
- Het in pand houden van een koe is ook een grap van Tijl Uilenspiegel.
- Vergelijk Drie knappe mannen en een demon, waarin een man personen zoekt die knapper zijn dan hijzelf.
- Vergelijk De jongen uit de hemel.